# بل-ایر پارک
بل-ایر پارک (انگلیسی: Bel-Air Park) محله ای در بخش کالج در انتهای غربی اتاوا، انتاریو، کانادا است. از شرق به مسیر اگسپریمنتال فارم، از جنوب به جاده بیسلاین، از غرب به خیابان وودروف و از شمال به کوئینز وی محدود می‌شود.